# Elymus sclerus
Elymus sclerus är en gräsart som beskrevs av Áskell Löve. Elymus sclerus ingår i släktet elmar, och familjen gräs. Inga underarter finns listade i Catalogue of Life.